# Emma Miskew
Emma Kathryn Miskew (* 14. Februar 1989 in Ottawa) ist eine kanadische Curlerin. Sie spielt seit 2002 als Third im Team von Rachel Homan.
Miskew spielt zusammen mit Rachel Homan, seit sie 11 Jahre alt ist. Mit ihr als Skip, Laura Crocker als Second und Lynn Kreviazuk als Lead gewann sie die kanadische Juniorenmeisterschaft 2010. Sie qualifizierte sich damit für die Juniorenweltmeisterschaft 2010 und errang dort die Silbermedaille. Mit dem Team Homan gewann sie 2013, 2014 und 2017 die kanadischen Damenmeisterschaft Tournament of Hearts. Als Siegerin vertrat sie mit ihrem Team Kanada bei den jeweils folgenden Weltmeisterschaften. Nach einer Bronzemedaille 2013 und einer Silbermedaille 2014 konnte sie bei der Weltmeisterschaft 2017 zusammen mit Rachel Homan, Joanne Courtney (Second) und Lisa Weagle (Lead) die Goldmedaille gewinnen. Sie gewannen als erstes Team in der Geschichte der Damen-Weltmeisterschaft alle Spiele und schlugen die Mannschaft aus Russland um Anna Sidorowa mit 8:3.
Im November 2017 gewann sie mit dem Team Homan den kanadischen Ausscheidungswettbewerb (Roar of the Rings) durch einen Finalsieg gegen das Team von Jennifer Jones und vertrat Kanada bei den Olympischen Winterspielen 2018 in Pyeongchang. Nach vier Siegen und fünf Niederlagen belegte das kanadische Team den sechsten Rang und verpasste damit den Einzug in die Finalrunde.

## Privatleben
Miskew hat 2012 ihr Bachelorstudium Industriedesign an der Carleton University abgeschlossen. Sie war mehrere Jahre für den  kanadischen Senat als Projektkoordinatorin tätig. Derzeit arbeitet sie als selbständige Grafikdesignerin.